# Anna Tatishvili
Anna Tatishvili (Tbilisi, 3 de fevereiro de 1990) é uma ex-tenista profissional georgio-americana. Seu melhor ranking foi 50ª em simples e 59ª em duplas. Conquistou apenas 1 título de duplas no circuito WTA.
Em 10 de abril de 2014, anunciou a obtenção da cidadania norte-americana, que começou a valer no WTA de Estrasburgo. Sua última participação como georgiana foi em Miami do mesmo ano. Defendeu o pais eurasiano na Fed Cup em duas oportunidades.
Em 26 de março de 2020, após recorrentes lesões no tornozelos, comunicou publicamente sua aposentadoria do tênis profissional. Seu último jogo foi pelo ITF de Roma, em junho de 2019.

## WTA finais

### Duplas: 3 (1 título, 2 vices)
| Campeã — Legenda (pre/pos 2010)              |
| -------------------------------------------- |
| Grand Slam (0–0)                             |
| WTA Tour (0–0)                               |
| Tier I / Premier Mandatory & Premier 5 (0–0) |
| Tier II / Premier (0–0)                      |
| Tier III, IV & V / International (1–2)       |

| Posição | N. | Data             | Torneio                                 | Piso     | Parceira         | Oponentes                        | Placar           |
| ------- | -- | ---------------- | --------------------------------------- | -------- | ---------------- | -------------------------------- | ---------------- |
| Vice    | 1. | 18 Setembro 2011 | Bell Challenge, Quebec City, Canadá     | Duro     | Jamie Hampton    | Raquel Kops-Jones Abigail Spears | 0–6, 6–3, [6–10] |
| Vice    | 2. | 14 July 2013     | Budapest Grand Prix, Budapeste, Hungria | Saibro   | Nina Bratchikova | Andrea Hlaváčková Lucie Hradecká | 4–6, 1–6         |
| Campeã  | 1. | 12 Outubro 2014  | Generali Ladies Linz, Linz, Áustria     | Duro (i) | Raluca Olaru     | Annika Beck Caroline Garcia      | 6-2, 6-1         |